# Georg Groscurth

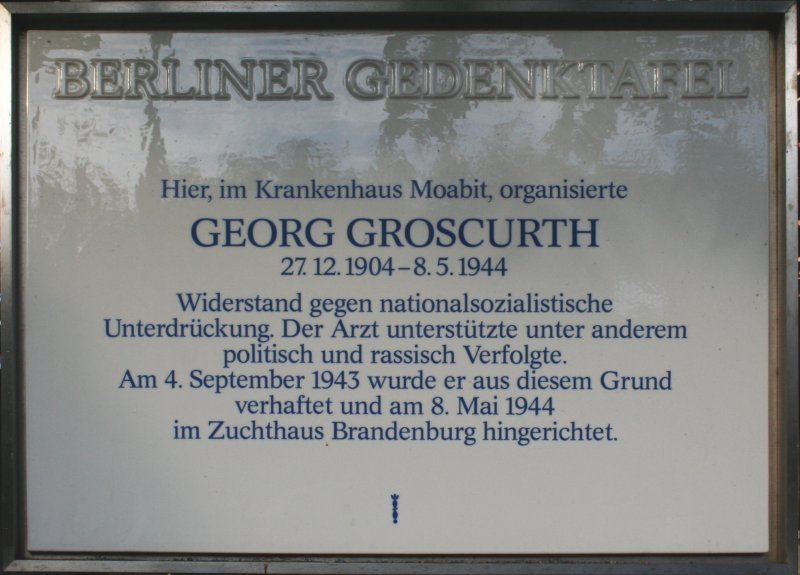
Berliner Gedenktafel für Georg Groscurth am ehemaligen Krankenhaus Moabit

Georg Groscurth gewidmeter Gedenkstein auf dem Bergfriedhof in Hauneck-Unterhaun

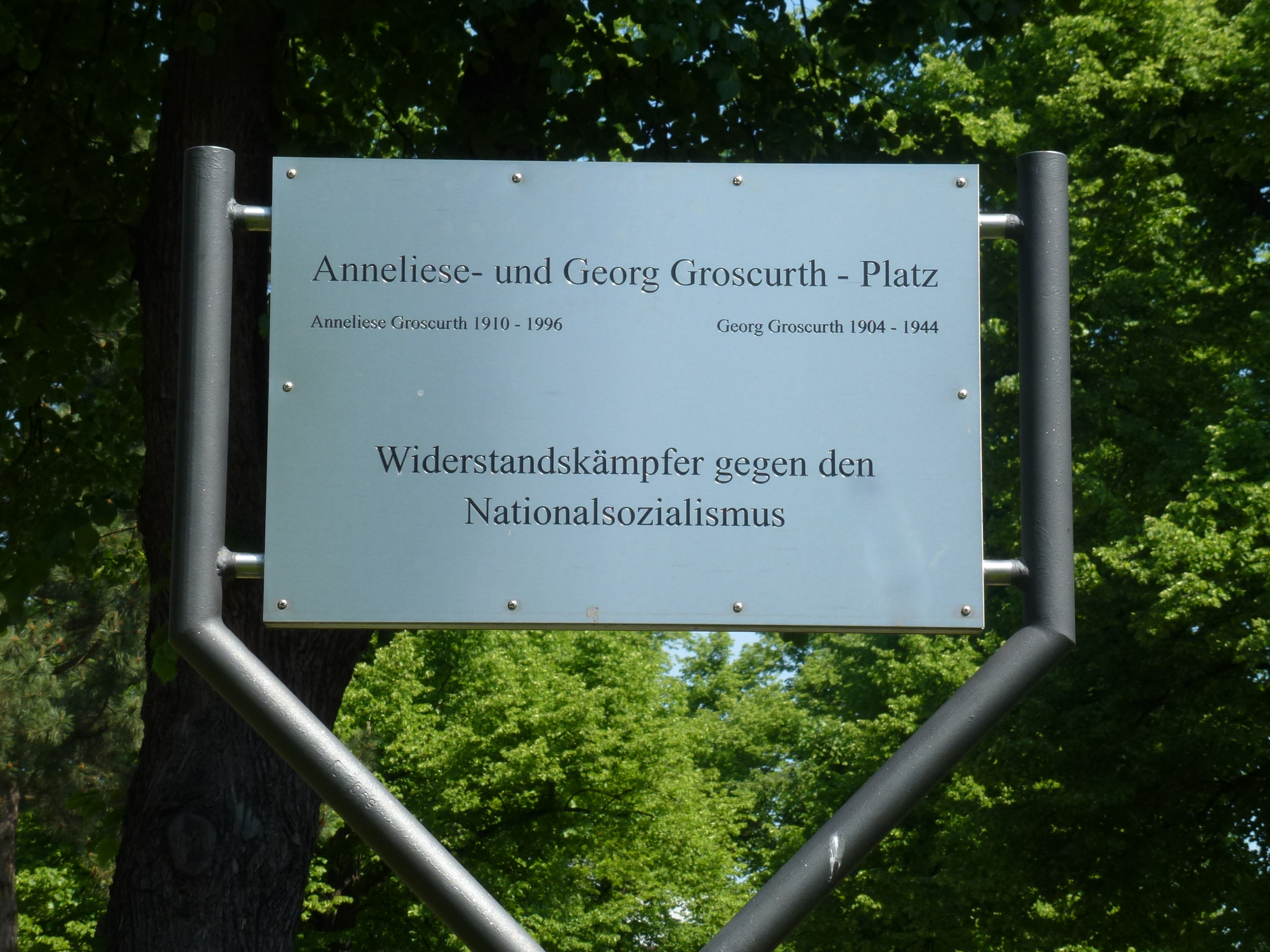
Schild: Anneliese-und-Georg-Groscurth-Platz

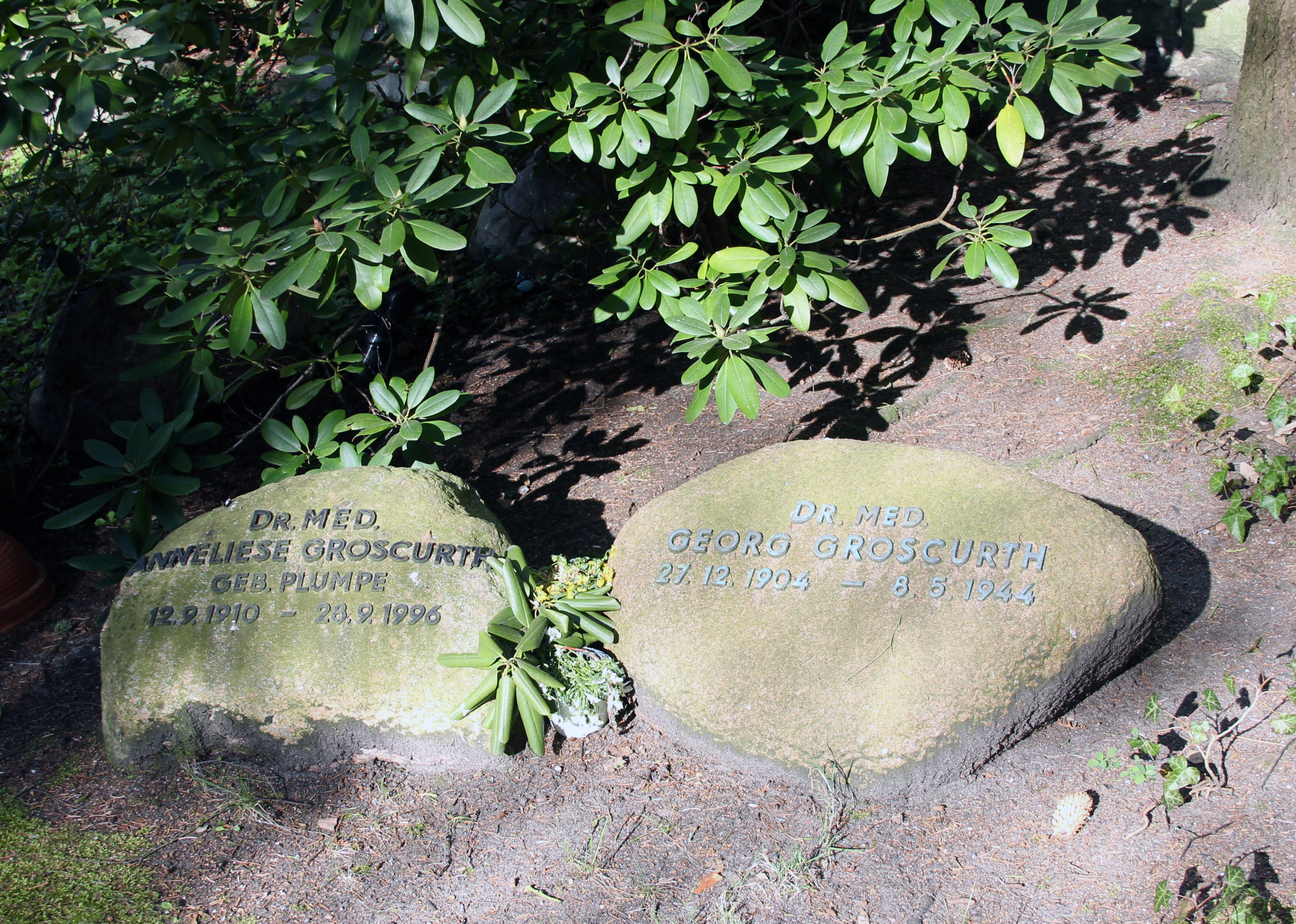
Ehrengräber von Georg und Anneliese Groscurth auf dem Friedhof Heerstraße in Berlin-Westend

Georg Groscurth (* 27. Dezember 1904 in Unterhaun, heute zu Hauneck, Provinz Hessen-Nassau; † 8. Mai 1944 im Zuchthaus Brandenburg-Görden) war ein deutscher Arzt und Widerstandskämpfer gegen den Nationalsozialismus.

## Leben
Georg Groscurth war Sohn eines Landwirtes, er studierte Medizin an der Universität Marburg, der Albert-Ludwigs-Universität Freiburg im Breisgau, der Universität Graz und der Universität Wien. In Berlin schloss er sein Studium 1930 mit der Promotion zum Dr. med. ab. Anschließend war Groscurth als Assistent am Kaiser-Wilhelm-Institut für Physikalische Chemie tätig. Dort machte er die Bekanntschaft des Chemikers Robert Havemann, mit dem er einige Jahre später eine Widerstandsgruppe gründete. Robert Havemann und Georg Groscurth waren gemeinsam in der marxistischen Gruppe Neu Beginnen politisch tätig.
Ab 1933 arbeitete Groscurth als Internist am Berliner Krankenhaus Moabit und später auch als Mitarbeiter des Kaiser-Wilhelm-Instituts für Physikalische Chemie in Berlin. Da man ihn und seinen Freund Havemann kommunistischer Neigungen verdächtigte, verloren sie ihre Stellen am Institut. Am 1935 in „Robert-Koch-Krankenhaus“ umbenannten Krankenhaus Moabit wurde Groscurth 1939 Oberarzt und übernahm bei Kriegsbeginn die Leitung des Krankenhauses. 1940 wurde er Privatdozent an der Friedrich-Wilhelms-Universität Berlin.
Nachdem Groscurth ab 1933 unter anderem miterlebt hatte, wie seine jüdischen Kollegen ihrer Ämter enthoben wurden, entschloss er sich zum Bruch der ärztlichen Schweigepflicht, als der Stellvertreter des Führers Rudolf Heß sein Patient wurde, und gab alles, was der hypochondrische Heß ihm in seinen Konsultationen erzählte, an Widerstandsgruppen weiter, darunter zum Beispiel Pläne für neue Konzentrationslager oder den geplanten Überfall auf die Sowjetunion. Zusammen mit Robert Havemann, dem Architekten Herbert Richter(-Luckian) und dem Zahnarzt Paul Rentsch gründete Groscurth die Widerstandsgruppe Europäische Union. Sie versteckten Juden und Deserteure. Groscurth schrieb, soweit es ihm möglich war, auch Soldaten wehruntauglich. 1943 lernte er die zur Zwangsarbeit nach Deutschland verschleppte Ärztin Galina Romanowa kennen, versorgte sie mit Medikamenten, gab ihr fachlichen Rat und unterstützte sie bei der Organisation des Widerstands.
Die Widerstandsgruppe Europäische Union wurde 1943 verraten und Groscurth und seine Frau Anneliese wurden während ihres Urlaubs am 4. September 1943 festgenommen. Am 16. Dezember 1943 wurde er vom Volksgerichtshof wegen „Vorbereitung zum Hochverrat“ und „Feindbegünstigung“ zum Tode verurteilt. Das Todesurteil wurde von den Richtern am Volksgerichtshof Roland Freisler und Hans-Joachim Rehse unterzeichnet. Georg Groscurth wurde am 8. Mai 1944 im Zuchthaus Brandenburg-Görden enthauptet.
Nach Kriegsende lebte seine Witwe Anneliese Groscurth mit den beiden gemeinsamen Söhnen Peter (Professor für Anatomie) und Jan in Wehrda in Hessen, später in West-Berlin. Der Schriftsteller Friedrich Christian Delius wuchs mit den Söhnen Groscurths auf und veröffentlichte 2004 den Roman Mein Jahr als Mörder, in dem er das Leben von Georg und Anneliese Groscurth darstellte.
Das Grab von Georg Groscurth befindet sich auf dem landeseigenen Friedhof Heerstraße in Berlin-Westend. Seine Frau Anneliese wurde 1996 neben ihm beigesetzt.
Die letzten Ruhestätten des Ehepaars Groscurth (Grablage: I-Erb.-Mauer) sind seit 2020 als Ehrengräber des Landes Berlin gewidmet. Die Widmung gilt zunächst für die übliche Frist von zwanzig Jahren, kann anschließend aber verlängert werden.

## Ehrungen
- Eine Gedenktafel für Georg Groscurth befindet sich in der Turmstraße 21 in Berlin-Moabit.
- 1977 wurde im Berliner Bezirk Pankow die „Groscurthstraße“ nach ihm benannt.
- 2005 wurde in Berlin-Westend der „Anneliese-und-Georg-Groscurth-Platz“ eingeweiht.
- 1980 wurde in Hauneck-Unterhaun auf dem Bergfriedhof ein Gedenkstein gesetzt. Auf seiner Vorderseite steht ein Zitat aus seinem Abschiedsbrief: „Ich sterbe für ein Leben ohne Menschenhaß“. Auf der Rückseite steht ein Zitat aus dem Johannesevangelium (15,13): „Niemand hat größere Liebe denn die, daß er sein Leben läßt für seine Freunde“.
- 2005: Ehrentitel „Gerechter unter den Völkern“ in der israelischen Gedenkstätte Yad Vashem für die Hilfe, die er verfolgten Juden in der Zeit des Nationalsozialismus zukommen ließ.[4]